# Тускаев, Азамат Артурович
Азамат Артурович Тускаев (род. 21 января 1994 года в селении Чикола Ирафского района Северной Осетии — Алании) — российский борец вольного стиля. Чемпион Европы 2020 года, серебряный призёр чемпионата Европы 2025 года. Призёр чемпионатов России по (2013, 2015, 2020,2021).

## Биография
На чемпионате России по вольной борьбе 2013 года, проходившем в Красноярске, Тускаев завоевал бронзовую медаль в весовой категории до 55 кг.
В 2015 году на Чемпионате России по вольной борьбе в Каспийске завоевал бронзовую медаль в весовой категории до 57 кг.
В феврале 2020 года на чемпионате континента в итальянской столице, в весовой категории до 57 кг Азамат в схватке за чемпионский титул победил спортсмена из Турции Сюлеймана Атлы и завоевал золотую медаль европейского первенства.
В апреле 2025 года на чемпионате Европы в Братиславе в весовой категории до 57 кг завоевал серебряную медаль. В финальной схватке уступил сопернику из России Начыну Монгушу.

## Спортивные достижения
- Чемпионат Европы по борьбе среди кадетов 2010 — ;
- Чемпионат России по вольной борьбе 2013  — ;
- Чемпионат России по вольной борьбе 2015  — ;
- Кубок мира по борьбе 2016 — ;
- Чемпионат Европы по борьбе U23 2017 — ;
- Чемпионат Европы по борьбе 2020 — ;
- Чемпионат России по вольной борьбе 2020 — ;
- Чемпионат России по вольной борьбе 2021 —
- Чемпионат Европы по борьбе 2025 — ;